# Frederick Sanger
Frederick "Fred" Sanger (Gloucester, Anglaterra, 13 d'agost de 1918 − Cambridge, Anglaterra, 19 de novembre de 2013) va ser un bioquímic anglès guardonat dues vegades amb el Premi Nobel de Química els anys 1958 i 1980. És una de les cinc persones que han estat guardonades dues vegades amb el Premi Nobel juntament amb Marie Curie, Linus Carl Pauling, John Bardeen i Karl Barry Sharpless. Fou membre de l'Acadèmia Francesa de Ciències.

## Biografia

### Primers anys i educació
Frederick Sanger va néixer el 13 d'agost de 1918 a Rendcomb, un petit poble de Gloucestershire, Anglaterra, segon fill de Frederick Sanger, un metge de capçalera, i de la seva dona, Cicely Sanger (de soltera Crewdson). Va ser un dels tres fills. El seu germà, Theodore, només era un any més gran, mentre que la seva germana May (Mary) era cinc anys més jove. El seu pare havia treballat com a missioner mèdic anglicà a la Xina, però va tornar a Anglaterra per problemes de salut. Tenia 40 anys el 1916 quan es va casar amb Cicely, que era quatre anys més jove. El pare de Sanger es va convertir al quàquerisme poc després de néixer els seus dos fills i els va criar com a quàquers. La mare de Sanger era filla d'un fabricant de cotó acomodat i tenia antecedents quàquers, però no era quàquer.
Quan Sanger tenia uns cinc anys, la família es va traslladar al petit poble de Tanworth-in-Arden a Warwickshire. La família era raonablement rica i va contractar  una institutriu per ensenyar als nens. El 1927, a l'edat de nou anys, va ser enviat a la Downs School, una escola preparatòria residencial dirigida pels quàquers prop de Malvern. El seu germà Theo li va avançar un any a la mateixa escola. El 1932, als 14 anys, va ser enviat a la recentment establerta Bryanston School de Dorset, que utilitzava el sistema Dalton i tenia un règim més liberal que Sanger s'estimava més. A l'escola li agradaven els seus professors i sobretot les assignatures científiques. Capaç de completar el seu certificat escolar un any abans, pel qual se li van concedir set crèdits, Sanger va poder passar la major part del seu darrer any d'escola experimentant al laboratori al costat del seu mestre de química, Geoffrey Ordish, que havia estudiat originalment a la Universitat de Cambridge i estat investigador al Laboratori Cavendish. Treballar amb Ordish va suposar un canvi refrescant d'estar assegut i estudiar llibres i va despertar el desig de Sanger de seguir una carrera científica. El 1935, abans d'anar a la universitat, Sanger va ser enviat a Schule Schloss Salem, al sud d'Alemanya, amb un programa d'intercanvi. L'escola va posar un gran èmfasi en l'atletisme, cosa que va fer que Sanger estigués molt més avançat en el material del curs en comparació amb la resta d'alumnes. Es va sorprendre en saber que cada dia començava amb lectures del Mein Kampf de Hitler, seguides d'una salutació Sieg Heil.
El 1936 Sanger va anar al St John's College de Cambridge per estudiar ciències naturals. El seu pare havia anat a la mateixa universitat. Per part dels seus Tripos va fer cursos de física, química, bioquímica i matemàtiques però li costaven la física i les matemàtiques. Molts dels altres estudiants havien estudiat més matemàtiques a l'escola. Al segon any va substituir la física per la fisiologia. Per la seva part va estudiar bioquímica i va obtenir una matrícula d'honor de 1r. La bioquímica era un departament relativament nou fundat per Gowland Hopkins amb professors entusiastes que incloïen Malcolm Dixon, Joseph Needham i Ernest Baldwin.
Els seus dos pares van morir de càncer durant els seus dos primers anys a Cambridge. El seu pare tenia 60 anys i la seva mare 58. Com a estudiant, les creences de Sanger van estar fortament influenciades per la seva educació quàquera. Va ser pacifista i membre de la Peace Pledge Union. Va ser gràcies a la seva implicació amb el Cambridge Scientists' Anti-War Group que va conèixer la seva futura esposa, Joan Howe, que estudiava economia al Newnham College. Van festejar mentre ell estudiava i es va casar després d'haver-se graduat el desembre de 1940. Sanger, tot i que va ser educat i influenciat per la seva educació religiosa, més tard va començar a perdre de vista les seves maneres relacionades amb els quàquers. Va començar a veure el món des d'una lent més científica, i amb el creixement de la seva investigació i desenvolupament científic es va allunyar lentament de la fe amb la qual va créixer. No té més que respecte pels religiosos i afirma que n'ha tret dues coses, la veritat i el respecte per tota la vida. En virtut de la Llei d'entrenament militar de 1939, va ser registrat provisionalment com a objector de consciència, i de nou sota la Llei del Servei Nacional (Forces Armades) de 1939, abans de rebre l'exempció incondicional del servei militar per un tribunal. Mentrestant es va formar en treballs de socors socials al centre Quaker, Spicelands, Devon i va servir breument com a encarregat d'hospital.
Sanger va començar a estudiar per a un doctorat l'octubre de 1940 amb NW Bill Pirie. El seu projecte era investigar si es podia obtenir proteïna comestible de l'herba. Al cap de poc més d'un mes, Pirie va abandonar el departament i Albert Neuberger es va convertir en el seu assessor. Sanger va canviar el seu projecte de recerca per estudiar el metabolisme de la lisina i un problema més pràctic sobre el nitrogen de les patates. La seva tesi portava el títol El metabolisme de l'aminoàcid lisina en el cos animal. Va ser examinat per Charles Harington i Albert Charles Chibnall i es va doctorar el 1943.

## Vida personal

### Matrimoni i família
Sanger es va casar amb Margaret Joan Howe (que no s'ha de confondre amb Margaret Sanger, la pionera estatunidenca del control de la natalitat) el 1940. Va morir el 2012. Van tenir tres fills: Robin, nascut el 1943, Peter nascut el 1946 i Sally Joan nascuda el 1960. Va dir que la seva dona havia contribuït més a la seva feina que ningú oferint una llar tranquil·la i feliç:

### Últims anys

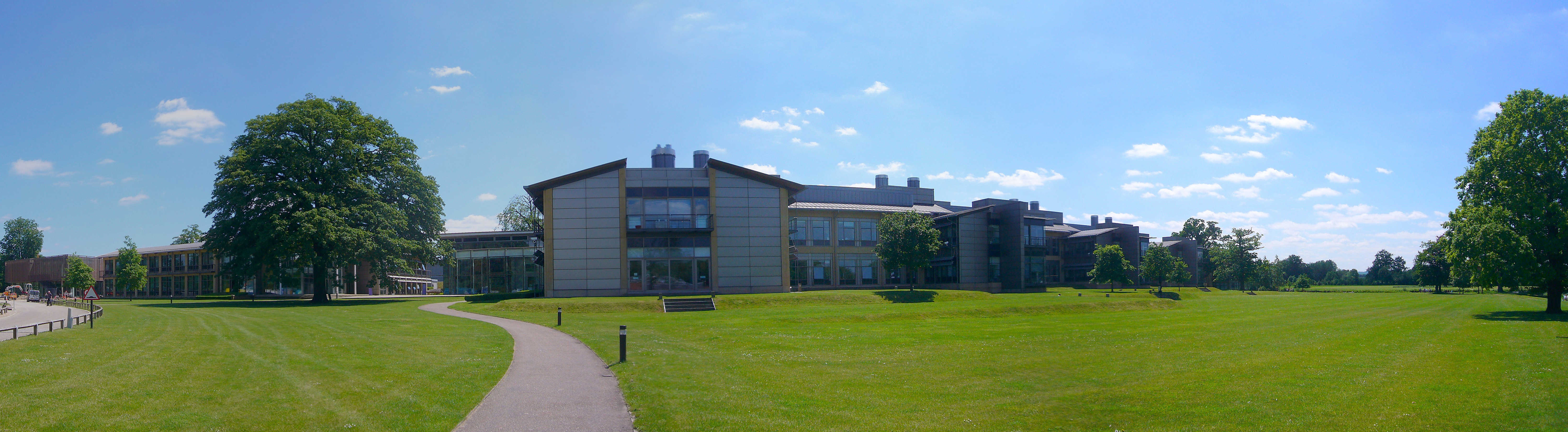
Institut Sanger

Sanger es va retirar el 1983, als 65 anys, a la seva casa, Far Leys, a Swaffham Bulbeck, fora de Cambridge.
El 1992, el Wellcome Trust i el Medical Research Council van fundar el Sanger Center (ara l’Institut Sanger), que porta el seu nom. L'institut es troba al Wellcome Trust Genome Campus a prop d'Hinxton, a només unes poques milles de la casa de Sanger. Va acceptar que el Centre li portés el seu nom quan John Sulston, el director fundador, li va preguntar, però va advertir: «Seria millor que fos bo». Va ser obert per Sanger en persona el 4 d'octubre de 1993, amb una plantilla de menys de 50 persones, i va passar a tenir un paper destacat en la seqüenciació del genoma humà. L'Institut tenia unes 900 persones el 2020 i és un dels centres d'investigació genòmica més grans del món.
Sanger va dir que no havia trobar cap evidència d'un Déu, així que es va convertir en agnòstic. En una entrevista publicada al diari Times l'any 2000, Sanger va dir: «El meu pare era un quàquer compromès i jo em vaig criar com a quàquer, i per a ells la veritat és molt important. Em vaig allunyar d'aquestes creences,  òbviament, buscant la veritat, però cal una evidència per a això, fins i tot si volgués creure en Déu, ho trobaria molt difícil».
Va declinar l'oferta d'un cavaller, ja que no volia que se li s'adrecin com a Senyor. Se'l cita dient: «Una cavalleria et fa diferent, oi, i no vull ser diferent». El 1986 accepta l'admissió a l'Orde del Mèrit, que només pot comptar amb 24 membres vius.
L'any 2007, la British Biochemical Society va rebre una subvenció del Wellcome Trust per catalogar i preservar els 35 quaderns de laboratori en què Sanger va registrar la seva investigació entre 1944 i 1983. En informar d'aquest assumpte, Science va assenyalar que Sanger, la persona més discreta que es podia esperar conèixer, es passava el temps fent jardineria a casa seva de Cambridgeshire.
Sanger va morir mentre dormia a l'Hospital Addenbrooke de Cambridge el 19 de novembre de 2013. Tal com s'indica en el seu obituari, s'havia descrit a si mateix com només un tipus que es feia un embolic en un laboratori, i acadèmicament no brillant.

## Recerca científica
Després de la Segona Guerra Mundial va prosseguir les seves investigacions sobre el metabolisme d'alguns aminoàcids. Al Medical Research Council, i gràcies als treballs previs de Richard Laurence Millington Synge, es va dedicar a esclarir l'estructura de les proteïnes i va idear notables mètodes de treball, que després han adoptat altres laboratoris. L'atac de la molècula d'una proteïna per hidròlisi àcida o per digestió enzimàtica permet trencar la seva cadena d'aminoàcids; per aquest procediment Sanger va assolir establir la constitució de les cadenes A i B de la insulina, hormona sintetitzada al pàncrees, i més tard en descrigué la disposició dels ponts de sofre que les uneixen. Per aquests treballs l'any 1958 fou guardonat amb el Premi Nobel de Química.
A partir de la dècada del 1970 es convertí en un dels científics pioners en biologia molecular. El 1975 va desenvolupar el mètode de terminació de la cadena d'ADN, també conegut mètode de Sanger, usat en la seqüenciació d'ADN. Dos anys més tard va utilitzar la seva tècnica per a ordenar amb èxit el genoma del fag Φ-X174, el primer genoma d'ADN completament ordenat. Realitzat sense cap mena d'ajuda automàtica ha estat de vital importància pel posterior desenvolupament del Projecte Genoma Humà. L'any 1980 fou guardonat novament amb el Premi Nobel de Química, que compartí amb Walter Gilbert, pels seus treballs en la determinació de seqüències bàsiques en els àcids nucleics. L'altra meitat del premi recaigué en el químic nord-americà Paul Berg pels seus treballs sobre la bioquímica dels àcids nucleics.

## Política global
Va ser un dels signants de l'acord de convocatòria d'una convenció per redactar una constitució mundial. Com a resultat, per primera vegada en la història de la humanitat, es va convocar una Assemblea Constituent Mundial per redactar i adoptar una Constitució per a la Federació de la Terra.